# I Burn (EP)
I Burn è il sesto EP (quarto in lingua coreana)  del girl group sudcoreano (G)I-dle, pubblicato nel 2021.

## Tracce
1. Hann (Alone in winter) (한(寒); Hann) – 2:55 (testo: Soyeon, Ahn Ye-eun – musica: Soyeon, Ahn Ye-eun)
2. Hwaa (화(火花); Hwa) – 3:17 (testo: Soyeon – musica: Soyeon, Pop Time)
3. Moon – 3:20 (testo: Soyeon – musica: Minnie, FCM Houdini, FCM 667)
4. Where Is Love – 2:57 (testo: Soyeon – musica: Soyeon, Lee Woo-min "collapsedone")
5. Lost – 3:01 (testo: Yuqi, Seo Jae-woo, Soyeon – musica: Seo Jae-woo, Yuqi)
6. Dahlia – 3:10 (testo: Minnie, BreadBeat, Soyeon – musica: BreadBeat, Minnie)

## Classifiche
| Classifica (2021) | Posizione massima |
| ----------------- | ----------------- |
| Corea del Sud     | 3                 |